# Залізнична катастрофа на станції Користівка
Залізнична катастрофа на станції Користівка — лобове зіткнення пасажирських поїздів на станції Користівка Одеської залізниці 6 листопада 1986 року.

## Хронологія подій
6 листопада 1986 року о 3 годині 02 хвилини за московським часом на станції Користівка Одеської залізниці зіштовхнулися пасажирський поїзд № 635 Кривий Ріг—Київ під керуванням машиніста Олександра Галущенка і помічника машиніста Василя Шишки (локомотивне депо імені Тараса Шевченка) та швидкий поїзд № 38 Київ—Донецьк під керуванням машиніста Лазаренка і помічника машиніста Шастуна (локомотивне депо ім. Тараса Шевченка) з тяжкими наслідками. У переддень чергової річниці тодішнього головного радянського свята потяги були переповнені людьми, які їхали в гості до родичів або у столицю на урочистості.
За офіційною версією, машиніст Галущенко (поїзд № 635) передав ведення локомотива помічникові машиніста Шишці і під час прибуття поїзда на станцію Користівка дії його не контролював, заснувши на посту. Помічник машиніста після проходження вхідного світлофора з двома жовтими вогнями під час руху дільницею, необладнаною колійними пристроями автоматичної локомотивної сигналізації, знизив швидкість руху до 30,7 км/год, а потім втратив пильність.
Локомотивна бригада далі не реагувала на сигнали і виклик чергового станції по радіозв'язку і не вжила заходів для зупинки поїзда перед маршрутним світлофором із заборонним сигналом, допустила його проїзд, розріз стрілки і зіткнення із зустрічним поїздом № 38, що прямував по другій колії станції без зупинки.
Як з'ясувалося згодом, потяг справді спочатку вів сам Галущенко, але потім довірив керування помічникові, щоб той пройшов практику, оскільки Шишці незабаром належало скласти іспит на право керування електровозом. Невдовзі машиніст задрімав. Через деякий час заснув і його помічник, який не відпочив від господарських справ, оскільки жив у приватному секторі, і в нього за день до цього захворіла корова, з якою він прововтузився цілу добу і в рейс вирушив невиспаним.

## Наслідки
Унаслідок аварії до ступеня списання було пошкоджено локомотиви обох поїздів — електровози ЧС4 № 005 і 071 та розбито кілька пасажирських вагонів. Загинуло 44 людини, поранено 100 осіб, із них 27 тяжко.
Цей нещасний випадок замовчувався в засобах масової інформації Радянського Союзу, оскільки він не вписувався в канву святкування 69-ї річниці Жовтневої революції наступного дня. Це особливо утруднювало швидкий пошук родичів загиблих. Лише у грудні про цю подію вийшла коротка замітка в «Известиях». Одна з найкривавіших залізничних аварій СРСР залишилася майже непоміченою.
Розслідування аварії тривало лише шість тижнів, що призвело до запізнілих сумнівів у тому, чи справді було з'ясовано істину. Справу взяла під свій контроль Генеральна прокуратура СРСР. Машиніст і його помічник були звинувачені Верховним Судом УРСР, визнали свою провину і були засуджені після триденного судового розгляду 27 грудня 1986 року: машиніст — на 15 років позбавлення волі у виправно-трудовій колонії загального режиму, а помічник — на 12 р. Машиніст відсидів сім років в Ізяславі, звідки вийшов на підставі умовно-дострокового звільнення за гарну поведінку. Після в'язниці його взяли на роботу в депо в механічний цех, де він працював бригадиром, звідки й пішов на пенсію. Помічник машиніста сидів в іншій тюрмі і після звільнення повернувся на батьківщину.